# École du patrimoine africain
Pour les articles homonymes, voir EPA.
L’École du patrimoine africain (EPA) est un établissement universitaire de 2e cycle destiné à la conservation du patrimoine culturel. Créé le 11 novembre 1998 par des professionnels, de l’Université d’Abomey-Calavi et du Centre international d'études pour la conservation et la restauration des biens culturels (ICCROM). Situé à Porto-Novo au Bénin, Il s’adresse aux professionnels déjà en poste dans le milieu du patrimoine culturel.

## Activités
Pour répondre au besoin de conservation, l’EPA a développé plusieurs types d’activités : la formation (diplômante ou non), le conseil, la médiation, l’information, la réhabilitation. Elle agit sur tous les types de patrimoine : les collections des musées, des bibliothèques et des archives, le patrimoine bâti et l' immatériel.
- Plus de 700 professionnels  du patrimoine africain en provenance de 38 pays ont participé aux activités de l’EPA (formations, séminaires, ateliers, etc.)
- Plus de 220 activités organisées en 13 ans dans le domaine de la formation, de la médiation, de la réhabilitation et des arts vivants.
- Plus de 40 partenaires dans le monde qui ont soutenu et soutiennent ses activités et/ou son fonctionnement.

## Zone d'activités
26 pays bénéficient des actions de cette école régionale en Afrique subsaharienne francophone, lusophone et hispanophone.
20 pays francophones: Bénin, Burkina Faso, Burundi, Cameroun, Comores (Îles), Côte d’Ivoire, Gabon, Guinée, Madagascar, Mali, Maurice (Îles), Mauritanie, Niger, République centrafricaine, République Démocratique du Congo, République du Congo, Rwanda, Sénégal, Tchad, Togo.
6 pays lusophones et hispanophones: Angola, Cap Vert, Guinée Bissau, Guinée équatoriale, Mozambique, São Tomé et Príncipe.
1 antenne de l’EPA à Libreville au Gabon qui accompagne la mise en œuvre des activités de l’EPA dans la zone de l’Afrique centrale.
Le Centre for Heritage Development in Africa (CHDA), institution sœur de l’EPA créée en 2000 et basée à Mombasa au Kenya, développe des activités pour les pays anglophones.

## Vision
Cherchant dès sa création, en 1998, à devenir un centre de référence et d' éveille culturelle au service des institutions, des professionnels du patrimoine, des communautés et acteurs culturels du continent, l’École du Patrimoine Africain (EPA) a toujours eu le souci d’adapter régulièrement sa vision et sa mission à l’évolution des besoins exprimés sur le terrain, dans la perspective d’un développement durable. En 13 ans d’activités, l’EPA est devenue une véritable plateforme de concertation et de référence pour les hommes de culture et les communautés africaines.
Face aux nombreux défis de croissance du continent africain, se traduisant par des crises socio-politiques, identitaires et économiques, nous sommes plus que jamais convaincus du rôle clef du patrimoine culturel dans le développement économique et social. En plus de son rôle de catalyseur de nouveaux secteurs d’activités économiques en Afrique, le patrimoine culturel, dans sa double composante matériel et immatérielle, est aussi une source sûre de créativité, de découverte mutuelle, d’affirmation des identités, de fierté, de cohésion nationale et d’image de marque. Grâce à la préservation et à la valorisation de toutes les composantes du patrimoine, l’EPA contribue à l’amélioration du cadre de vie des communautés et à l’émergence d’un dialogue fécond entre les peuples.
Dans les prochaines années, le grand défi de l’EPA sera d' intégrer le patrimoine culturel et sa conservation comme étant une priorité pour les pays africains, y compris son insertion dans les programmes scolaires, en démontrant sa place incontournable dans l’élaboration des politiques de développement.

## Les quatre objectifs de l’EPA
- Renforcer le réseau des professionnels africains capables d’assurer la conservation et la mise en valeur du patrimoine culturel.
- Mettre en place des programmes permettant la découverte et la réappropriation du patrimoine culturel pour les publics africains.
- Promouvoir des projets de développement socio-économique qui intègrent la sauvegarde et la mise en valeur du patrimoine culturel.
- Contribuer à l’édition et à la diffusion de publications spécialisées sur le patrimoine culturel africain.

## Financement
L’EPA est une des rares institutions culturelles qui relèvent le défi de s’autofinancer. En effet, n’étant soutenue directement par aucun pays ni institution, elle doit chaque année, trouver des sources de financement pour couvrir son budget de fonctionnement.
Elle a mis en place 2 moyens pour couvrir son budget de fonctionnement, soit environ 150 000 euros par an: pourcentages pris sur les budgets des activités organisées par l’EPA (66%) et intérêts produits par le Fonds EPA (34%).